# Delphinium semibarbatum
Delphinium semibarbatum là một loài thực vật có hoa trong họ Mao lương. Loài này được Bien. ex Boiss. mô tả khoa học đầu tiên năm 1867.